# Джеймс Шафър
Джеймс Кристиан „Мънки“ Шафър (на английски: James Christian 'Munky' Shaffer) е американски китарист, участващ в групата Корн.

## Биография
В гимназията Мънки се сприятелява с Брайън Уелч, който също като него свири на китара. Заедно с Реджиналд Арвизу, Фийлди и Дейвид Силверия създава групата L.A.P.D., която по-късно става Creep, за да се превърне накрая в Korn. Известен е с прякора си Мънки, който му е лепнат заради пръстите на краката му, разтворени като на маймуна.
1. ↑  ola2002152437 //   Посетен на 30 август 2020 г.